# Saint-Nabord
Saint-Nabord ist eine französische Gemeinde mit 3983 Einwohnern (Stand 1. Januar 2022) im Département Vosges in der Region Grand Est. Sie gehört zum Arrondissement Épinal und zum Gemeindeverband Porte des Vosges Méridionales.

## Geografie
Die Gemeinde Saint-Nabord liegt zwischen den Städten Épinal und Remiremont im Südosten Lothringens.

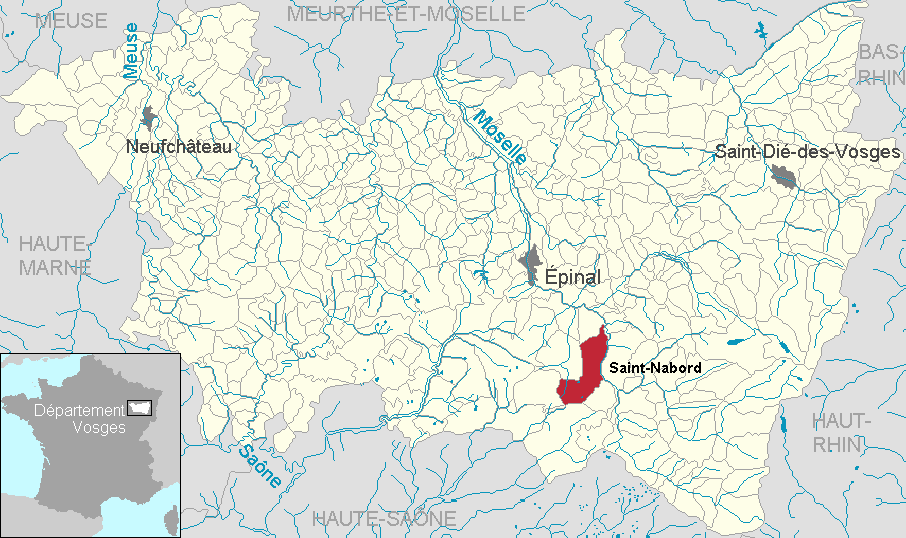
Lage der Gemeinde Saint-Nabord im Département Vosges

Das Gemeindegebiet von Saint-Nabord erstreckt sich auf zehn Kilometern Länge am linken Ufer der oberen Mosel und reicht in Richtung Südwesten über die zum Teil steilen Hänge bis auf ein bis 250 Meter höher gelegenes Plateau. Hier beginnt die Landschaft der Vôge, die sich westwärts bis zu den Monts Faucilles fortsetzt. Nahe der Südgrenze des Gemeindeareals verläuft die Wasserscheide Nordsee-Mittelmeer, der Ortsteil La Demoiselle nahe der Quelle der Augronne gehört schon zum Einzugsbereich der Sémouse im Flusssystem der Rhône. Parallel zur Mosel verlief der Canal d’Alimentation du Reservoir de Bouzey, der den Stausee Bouzey speiste.
Die niedrigeren Lagen entlang des Moseltales im 38,5 km² großen Gemeindeareals sind von Wohn- und Gewerbegebieten geprägt, ein kleineres Areal im Nordosten wird landwirtschaftlich genutzt. Südwestlich des Kernortes schließen sich Ackerflächen an, in höheren Lagen dominieren Weiden. Der Westen und der Süden des Gemeindegebietes wird von über 2.000 ha Wald eingenommen (Forêt Domaniale de Humont).
Zur Gemeinde Saint-Nabord gehören die Ortsteile Fallières, La Demoiselle, Le Château Lombard, Les Breuchottes und Longuet.
Der Kernort Saint-Nabord mit Kirche und Rathaus liegt etwa vier Kilometer vom Stadtzentrum Remiremonts entfernt. Longuet schließt sich unmittelbar nördlich an den Kernort an. An der Grenze zur Gemeinde Éloyes liegt das Gewerbegebiet (Zone industrielle) de la Plaine, unmittelbar an Remiremont angrenzend Les Breuchottes mit dem Gewerbegebiet Ranfaing.
Saint-Nabord grenzt an folgende Gemeinden: Pouxeux und Éloyes im Norden, Saint-Étienne-lès-Remiremont im Osten und Südosten, Remiremont und Le Val-d’Ajol im Süden, Bellefontaine im Westen sowie Raon-aux-Bois im Nordwesten.

## Geschichte
Der Name Saint Nabord geht auf den Heiligen Nabor zurück. Die erste urkundliche Erwähnung des Ortes stammt aus dem Jahr 1329. Über Saint Navord, Saint Naboir und Sainct Navois entwickelte sich der heutige Name des Ortes. In der Zeit des Ancien Régime war das Gebiet der heutigen Gemeinde ein Teil des Banns von Arches, teils im Besitz der Herren der Vôge, später der Äbtissinnen des Chapitre de Remiremont.

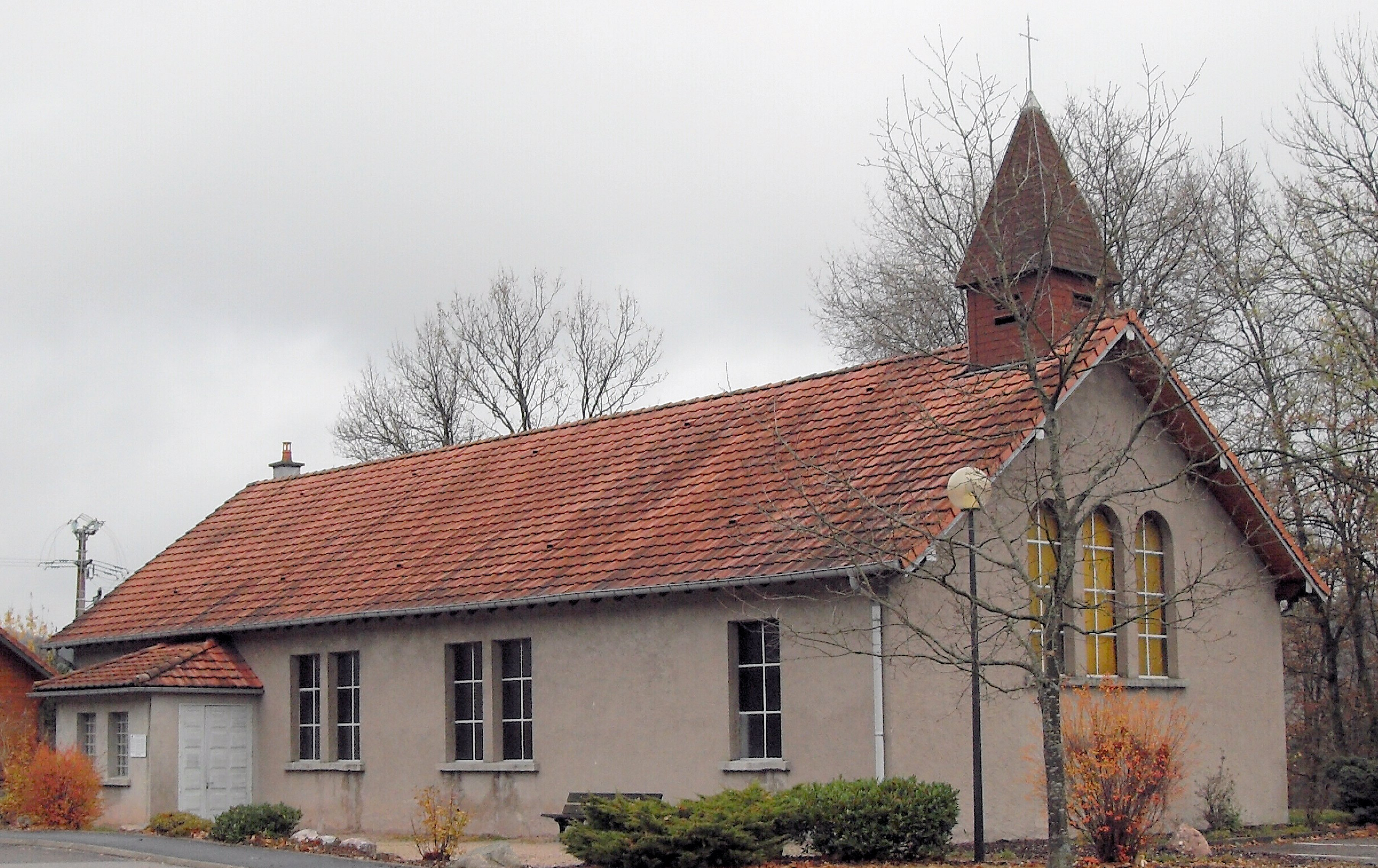
1953 errichtete Kapelle Notre-Dame im Ortsteil Fallières

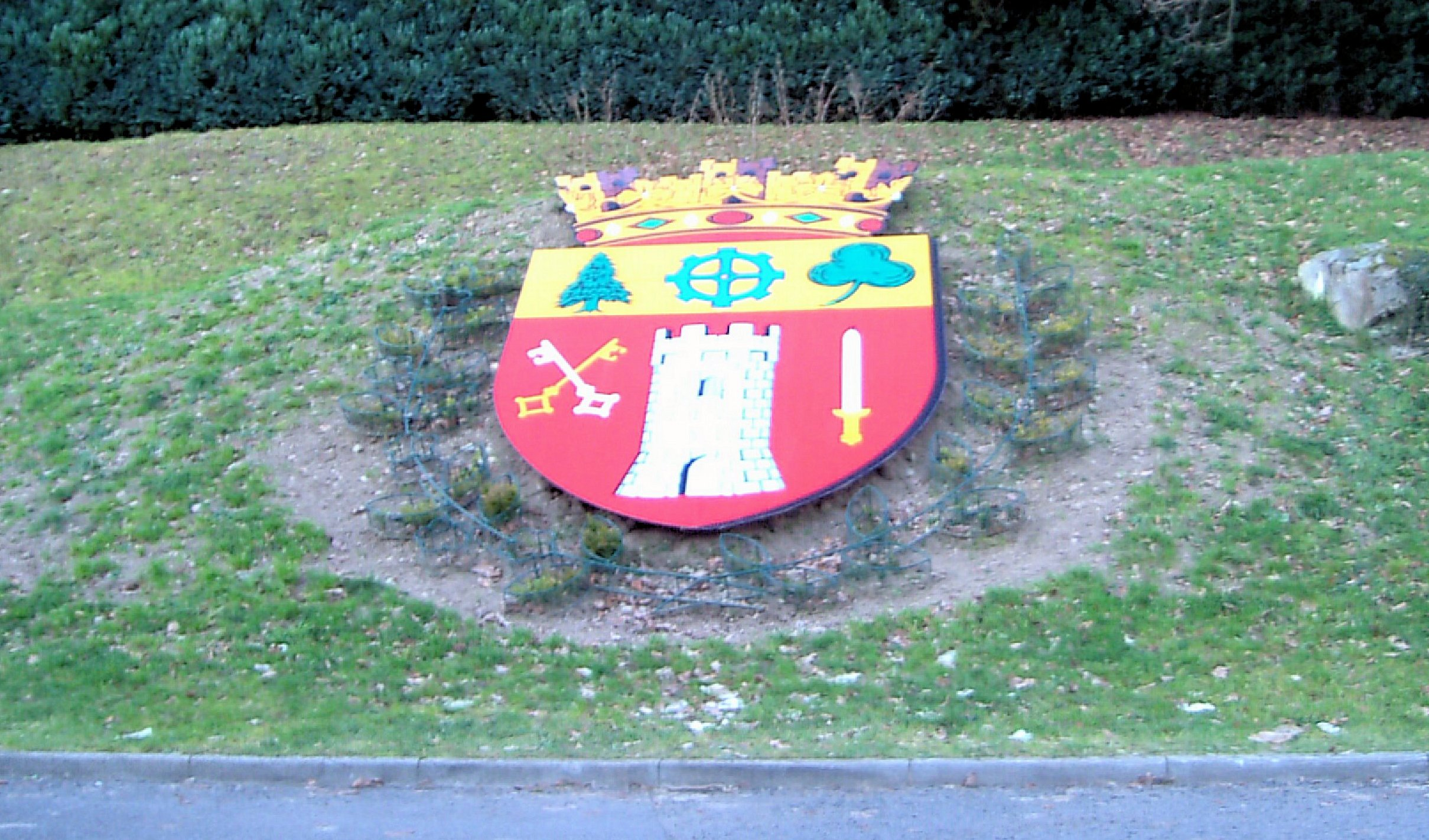
Wappenbild im Garten des Rathauses

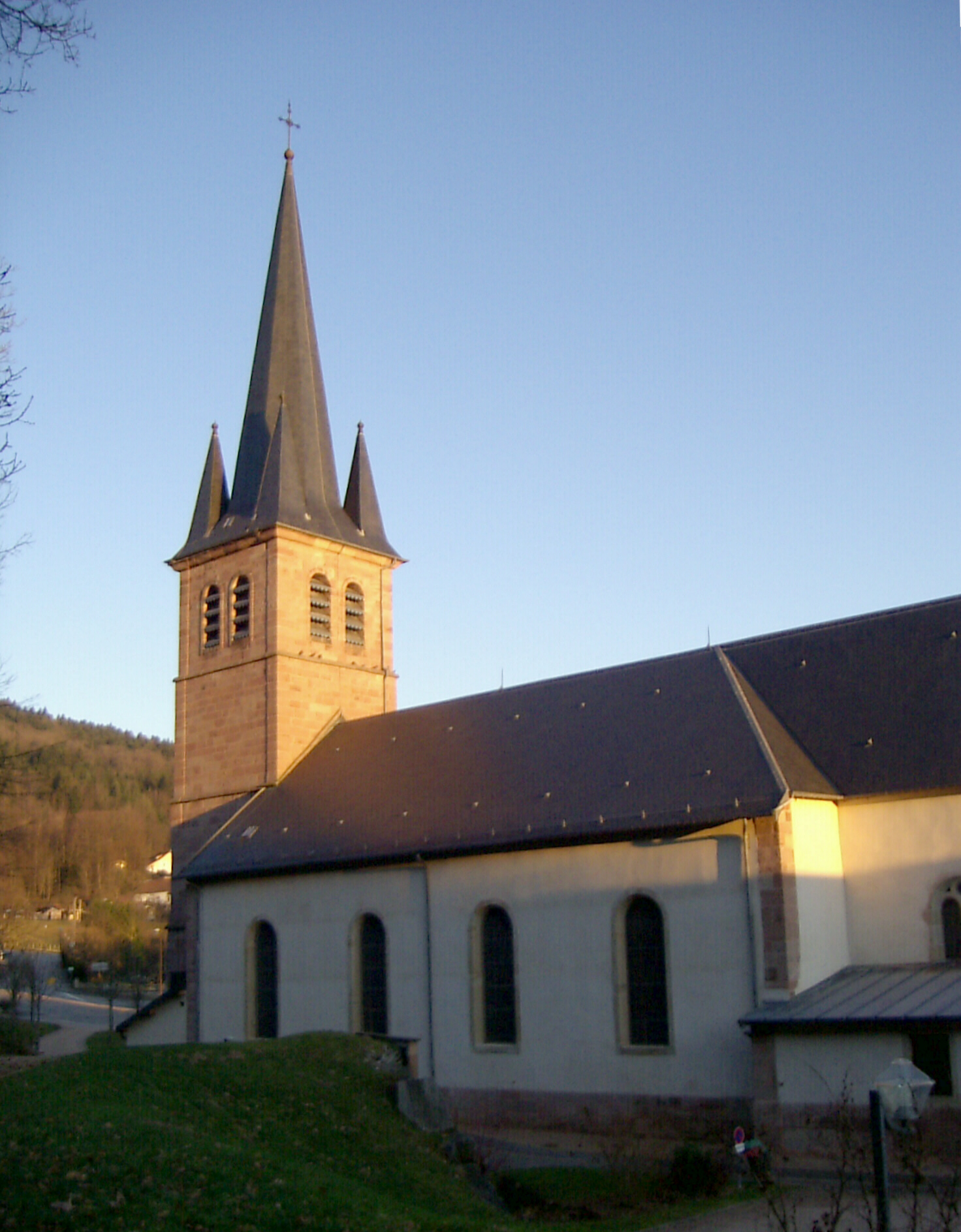
Kirche Saints-Nabord-et-Gorgon

Die Gemeinde entstand 1792 durch die Zusammenlegung des Dorfes Saint-Nabord mit vier umliegenden Weilern des Mühlen-Banns und gehörte bis 1801 zum Kanton Éloyes, seitdem zum Kanton Remiremont.

### Bevölkerungsentwicklung
| Jahr      | 1962 | 1968 | 1975 | 1982 | 1990 | 1999 | 2006 | 2014 | 2022 |
| Einwohner | 2066 | 2660 | 3205 | 3768 | 3805 | 3853 | 3927 | 4053 | 3983 |

Im Jahr 1891 wurde mit 1824 Bewohnern die bisher geringste Einwohnerzahl ermittelt. Die Zahlen basieren auf den Daten von cassini.ehess und INSEE.

## Wappen
Die Farben und Symbole des Wappens haben folgende Bedeutung:
- Gold und Rot sind die Farben Lothringens.
- Die silberne Burg symbolisiert den ehemaligen Turm der Burg Longuet.
- Das blaue Mühlrad steht für die vier Orte im ehemaligen Mühlenbann.
- Goldene und silberne gekreuzte Schlüssel erinnern an die Stiftskirche im nahen Remiremont.
- Kleeblatt und Baum stehen für Land- und Forstwirtschaft.
- Das Schwert erinnert einerseits an den Schutzpatron, den römischen Soldaten Nabor, der 304 enthauptet wurde und später als Märtyrer heiliggesprochen wurde, andererseits an den bedeutendsten Sohn der Gemeinde, den General der französischen Revolution Jean Joseph Amable Humbert.

Das vom Heraldiker Jacques Rivière gestaltete Wappen wurde 1996 vom Gemeinderat angenommen und als Hoheitszeichen bestätigt.

## Sehenswürdigkeiten
- Kirche Saints-Nabord-et-Gorgon aus dem 19. Jahrhundert
- Arboretum, 1999 angelegt

## Wirtschaft und Infrastruktur
Neben acht Landwirten sind in Saint-Nabord zahlreiche kleine und mittelständische Betriebe ansässig. In die Gewerbegebiete (Zone industrielle) Peuxy und l'encencement im Norden sowie Ranfaing im Süden von Saint-Nabord pendeln viele Erwerbstätige aus den Nachbargemeinden. Zur Produktpalette der in Saint-Nabord hergestellten Waren gehören Leuchtschilder, Dachziegel, Tupperware, atmungsaktive Stoffe und Armaturen.

### Bildung
In der Gemeinde stehen zwei Schulen zur Verfügung.

### Verkehrsanbindung
Saint-Nabord ist ein wichtiger Verkehrsknoten im Südosten Lothringens. Hier zweigt die zweispurige Route nationale 66 (E 512) nach Mülhausen von der ebenfalls zweispurigen Route nationale 57 (E 23, Metz-Épinal-Besançon) ab. Der Haltepunkt Saint-Nabord liegt an der dem Moseltal folgenden Bahnstrecke Épinal–Bussang, die im Regionalverkehr zwischen Nancy-Ville und Remiremont durch das Unternehmen TER Grand Est betrieben wird.

## Belege
1. ↑  Saint-Nabord auf cassini.ehess
2. ↑  Saint-Nabord auf INSEE
3. ↑  Unternehmen auf annuaire-mairie.fr (französisch)